# Afonso Mendez de Besteiros
Afonso Mendez de Besteiros (fl. XIII secolo) fu un trovatore gallego-portoghese vissuto nel tredicesimo secolo.
Accompagnò il re di Castiglia e León Alfonso X il Saggio nell'assedio di Siviglia e nelle spedizioni dei Mori dell'Algarve e dell'Andalusia.
Compose nove cantigas de amor, due cantigas de amigo, un cantiga de escarnio e due satire.